# Eckenroth Stiftung
Die Eckenroth Stiftung für Medienkultur, ist eine gemeinnützige Stiftung mit Sitz in Heilbronn. Sie wurde 1993 zum Zweck der Förderung der Kultur in den Medien, Theater, Film, TV gegründet und sieht sich als Pionier der Nachwuchsarbeit. Operativ ist sie in Eckenroth tätig.

## Ziele und Zweck
Aus der Satzung: Ziel der Stiftung ist es, künstlerische Bemühungen in den Sparten Theater, Film, Fernsehen anzuregen, die geeignet sind, Überwindung von Disparität in der Gesellschaft zu unterstützen. Autorenförderung in den genannten Bereichen ist der innere Kern der Eckenroth Arbeit. Autoren sind künstlerische Zeitzeugen, sie erzählen Geschichten, die das Leben schreibt, sie erschaffen Stoffe für Theater, Film, Fernsehen, Eckenroth entdeckt `Autorennachwuchs im Kindesalter`.
Der Pionier der Nachwuchsarbeit entdeckt seit 1998 Schreibbegabte und Schreibinteressierte. Der jährliche Schreib-Talente-Wettbewerb, für Menschen zwischen zehn und 14 Jahren, bietet die Chance, als Stipendiat in das dreijährige Förderprogramm aufgenommen zu werden. Quereinsteigen ist jederzeit möglich.
Eckenroth, der kleine Ort zwischen Nahe und Hunsrück gibt der Stiftung ihren Namen. Schreib- und Wohnräume für Autoren und Stipendiaten stehen im Haus 1667 und im Wagner Haus bereit.

## Eckenroth Nachwuchspreis©
Die Eckenroth Stiftung bietet methodisches, kontinuierliches Schreib-Training für den Nachwuchs. Mit dem Einstiegstraining bewerben sich die Kandidaten. Schreib-Training, Unterbringung, Verpflegung und Betreuung finanziert die gemeinnützige Stiftung aus Spenden.

### Ausschreibung
Seit 1998 wird jährlich im Januar der Schreib-Wettbewerb ausgeschrieben. Kinder zwischen zehn und 14 Jahren sind aufgerufen, eine selbst erlebte Geschichte auf maximal zwei Seiten zu schreiben. Im Mai ist Einsendeschluss, fünf Juroren wählen die zehn besten Geschichten aus. Der Wettbewerb hat 2012 erstmals in der Schweiz stattgefunden. Schirmherr war in diesem Jahr der Verleger Egon Ammann. Seit 2015 mit den Ereignissen von Charlie Hebdo, findet der Wettbewerb bundesweite Ausschreibung und ist thematisch an Selbsterlebtes gebunden.

### Einsendezahlen der ersten Jahre
| Jahr | Schwerpunkt                                                         | Zahl der Einsendungen |
| 2016 | bundesweit „Warum erwachsen werden?“                                | 1101                  |
| 2013 | Rheinland-Pfalz                                                     | 481                   |
| 2012 | Schweiz                                                             | 218                   |
| 2011 | Hessen                                                              | 202                   |
| 2010 | Bayern                                                              | 394                   |
| 2009 | Nordrhein-Westfalen                                                 | 298                   |
| 2008 | Bundesweiter Wettbewerb: „Der Klimawandel beginnt im Klassenzimmer“ |                       |
| 2007 | Niedersachsen, Hamburg, Bremen                                      | 367                   |
| 2006 | Hessen                                                              | 394                   |
| 2005 | Rheinland-Pfalz                                                     | 347                   |
| 2004 | Nordrhein-Westfalen                                                 | 334                   |
| 2003 | Baden-Württemberg                                                   | 432                   |
| 2002 | Bayern                                                              | 656                   |
| 2001 | Saarland / Internate bundesweit                                     | 293                   |
| 2000 | Berlin / Brandenburg                                                | 465                   |
| 1999 | Hessen                                                              | 385                   |
| 1998 | Rheinland-Pfalz                                                     | 389                   |

### Preispaket
Das Preispaket enthält eine Trophäe, die Veröffentlichung der Preisgeschichte auf den Internetseiten der Eckenroth Stiftung, bis vor der Pandemie: Lesung der Werke auf der Frankfurter Buchmesse im Lesezelt, ein Buch zum Thema, einen Besuch im Goethe-Haus Frankfurt am Main, einen ersten Lorbeerzweig, die Preisverleihung in Eckenroth, 25 Euro in bar sowie die Einladung, sich als Stipendiat für das Förderprogramm zu bewerben.
In der Pandemie heißt es in Eckenroth: „Wenn Grenzen schließen, öffnen wir Horizonte.“ und „Wir bleiben dran, wenn alle drin bleiben.“

## Förderprogramm für den Nachwuchs  -  Autoren - Kooperationen
Die folgenden, aufeinander aufbauenden Stufen des Schreib-Trainings werden angeboten:
- Einstiegstraining (zwei Tage, am Wochenende der Preisverleihung. Teilnahme freiwillig)
- Förderstufe Basis (drei Wochenenden, Teilnahme nach Anmeldung verpflichtend)
- Förderstufe Orientierung - 14 Monate, regelmäßige Schreib-Wochenenden, Teilnahme nach Anmeldung verpflichtend, Training im Team, DUO und SOLO.
- Förderstufe Qualifikation - 14 Monate, regelmäßige Schreib-Wochenenden, Teilnahme nach Anmeldung verpflichtend, Training im Team, DUO und SOLO.

Das Angebot für Stipendiaten nach dem Abitur: Betriebspraktikum mit Residenz.
Die Stipendiaten der ersten Jahrgänge studieren Film, Schreiben, Kultur, Bildung, Medizin Jus.
Die Eckenroth Stiftung bietet die Ausbildung zum zertifizierten Schreib-Trainer an.
Autoren sind seit 2014: Nefeli Kavouras, Ann-Katrin Canjé; Zarah Weiss, Marie Radkiewicz, Lea Bobe, Eli Sutter, Henrik Hörmann
Portfolio: Theaterstück EIN AUGUST IM WINTER©, Tabu Thema Demenz; Drehbuch STREIT und PATHOS©, Thema Identität zwischen zwei europäischen Vaterländern;
work in progress: WE TOO - WE ARE GOETHE©, eine historische Dramaserie
Kooperationen:
- PEN PAPER PEACE e. V.: Alissa Jung, seit 2020 für den jährlichen Schreibwettbewerb.
- VG Langenlonsheim-Stromberg seit 2021 „Wehret den Anfängen und keine Angst vor großen Themen“: PAPAS REGENBOGEN RING© - die Adaption der Ringparabel von Lessing als Malwettbewerb für die 4. Klassen zur Gestaltung eines Jahreskalenders.